# Buliminoidea
Buliminoidea, tradicionalmente denominada Buliminacea, es una superfamilia de foraminíferos del suborden  Buliminina y del orden Buliminida. Su rango cronoestratigráfico abarca desde el Turoniense (Cretácico superior) hasta la Actualidad.

## Discusión
Clasificaciones previas incluían Buliminoidea en el suborden Rotaliina y/o orden Rotaliida.

## Clasificación
Buliminoidea incluye a las siguientes familias:
- Familia Siphogenerinoididae
- Familia Buliminidae
- Familia Buliminellidae
- Familia Uvigerinidae
- Familia Reussellidae
- Familia Trimosinidae
- Familia Pavoninidae
- Familia Millettiidae
- Familia Pappinidae